# Armand de Dufau de Maluquer
Pour les articles homonymes, voir Dufau et Maluquer.
Henri,, Armand, Alphonse de Dufau de Maluquer, né le 29 novembre 1861 à Pau et mort le 13 septembre 1941 dans sa ville natale, est un avocat français de la cour d'appel de Bordeaux qui annota avec Jean-Baptiste Étienne de Jaurgain, l'Armorial de Béarn qui datait de 1696-1701.

## Biographie

### Ses origines familiales
Dufaut naît à Pau le 29 novembre 1861,. Il est le deuxième des trois fils de Melchior-Alphonse Dufau et de son épouse, Caroline de Maluquer. La famille Dufau tient un rang important dans la ville de Pau depuis le XVIIIe siècle.

### Sa carrière professionnelle
Dufau fait ses études de droit à la faculté de Bordeaux. Reçu licencié le 20 août 1885, il s'inscrit au barreau de Bordeaux le 9 novembre de cette même année. Le 24 février 1888, il est nommé juge suppléant au tribunal de première instance de Sarlat, en Dordogne,. Le 21 juin 1892, il est titularisé, comme juge d'instruction, au tribunal de première instance de Foix, en Ariège,. Le 15 mai 1900, il est promu président du tribunal de première instance de Florac, en Lozère,. Le 16 août 1905, il démissionne,.
Il meurt à Pau le 13 septembre 1941,.